# 学校法人神野学園
学校法人神野学園（がっこうほうじんじんのがくえん）とは、愛知県名古屋市東区泉に本部を置く学校法人。

## 沿革
- 1967年（昭和42年）2月1日 - 学校法人神野学園を設立[1]。
  - 4月1日 - 中日本自動車短期大学を開学。
- 1970年（昭和45年）4月1日 - 中日本航空専門技術学校を開校[1]。
- 1973年（昭和48年）4月1日 - 国際医学総合技術学院を開校[1]。
- 1976年（昭和51年）4月1日 - 中日本航空専門技術学校は中日本航空専門学校に改称[1]。
- 1988年（昭和63年）4月1日 - 国際情報パシフィック専門学校を開校[1]。
- 1999年（平成11年）4月1日 - 国際情報パシフィック専門学校は東海福祉情報観光専門学校に改称[1]。
- 2004年（平成16年）4月1日 - 東海福祉情報観光専門学校は東海福祉総合専門学校に改称[1]。
- 2009年（平成21年）4月1日 - 東海福祉総合専門学校（現・ナゴノ福祉歯科医療専門学校）を学校法人那古野学園に移管する[1]。

## 設置校
- 岐阜医療科学大学
- 中日本自動車短期大学
- 中日本航空専門学校